# Zífid de quatre dents septentrional
El zífid de quatre dents septentrional (Berardius bairdii) és una espècie de zífid del gènere Berardius. A diferència d'una de les dues altres espècies d'aquest gènere, el zífid de quatre dents meridional, aquesta espècie només viu a l'extrem nord de l'oceà Pacífic, des de Nord-amèrica fins al Japó. Hi ha poc dimorfisme sexual i es mouen en grups d'aproximadament 10 individus.
Fou anomenat en honor de l'ornitòleg estatunidenc Spencer Fullerton Baird.